# أبنير ماريس
أبنير ماريس (بالإسبانية: Abner Mares)‏ مواليد 28 نوفمبر 1985 في غوادالاخارا، هو ملاكم مكسيكي يصنف ضمن فئة وزن الريشة. شارك في دورة الألعاب الأولمبية الصيفية سنة 2004. حقق الميدالية الفضية في دورة الألعاب الأمريكية 2003.

## إحصائيات
خاض خلال مسيرته 32 نزالا، فاز في 29 وتعادل في 1 وخسر في 2. فاز بالضربة القاضية في 15 نزالا.

## الميداليات
| الميدالية | المسابقة                    |
| --------- | --------------------------- |
| فضية      | دورة الألعاب الأمريكية 2003 |

## وصلات خارجية
- أبنير ماريس على موقع بوكس ريك (الإنجليزية) (registration required)
- أبنير ماريس على موقع أوليمبيديا (الإنجليزية)

- الموقع الرسمي